# Атлин
Озеро Атлин (англ. Atlin Lake) — озеро на границе провинции Британская Колумбия и территории Юкон в Канаде.

## География
Одно из больших озёр Канады — площадь водной поверхности 589 км², общая площадь — 775 км², второе по величине озеро в провинции Британская Колумбия (и первое по величине естественное озеро). Высота над уровнем моря 731 метр, колебания уровня озера — до двух метров. Ледостав с декабря по июнь. Сток из озера на северо-запад в Берингово море через короткую реку Атлин, озеро Тагиш и реку Юкон (хотя Юкон вытекает из озера Тагиш, истоком Юкона считается озеро Атлин). Объём воды — 54 км³. Площадь водосборного бассейна — 6004 км².
Озеро очень длинное и узкое, только самый северный кончик озера находится на территории Юкона, основная часть — в Британской Колумбии. Южная часть озера входит в провинциальный парк Атлин-Лейк. На восточном берегу озера находится одноимённый посёлок.

## История
Во время золотой лихорадки 1897—1898 годов река Юкон была основной транспортной артерией для десятков тысяч старателей, направлявшихся к Доусону, часть из них избирала путь через район озёр Атлин и Тагиш. В 1898 году Фриц Миллер и Кеннет МакЛарен нашли золото в речке Пайн-Крик (англ. Pine Creek), впадающей в озеро Атлин, и на берегах озера началась маленькая «золотая лихорадка», в разгар которой в городке Атлин вместе с окрестностями проживало до 5 тысяч человек. Золото в этом районе добывают и поныне, но в значительно меньших размерах. Основное значение для местных жителей в настоящее время имеет туризм. Туристов озеро и его окрестности привлекают красотой окружающих гор, прекрасной рыбной ловлей и охотой.
Название озера на тлингитском языке означает «большая вода» или «бушующая вода».